# United States Auto Club

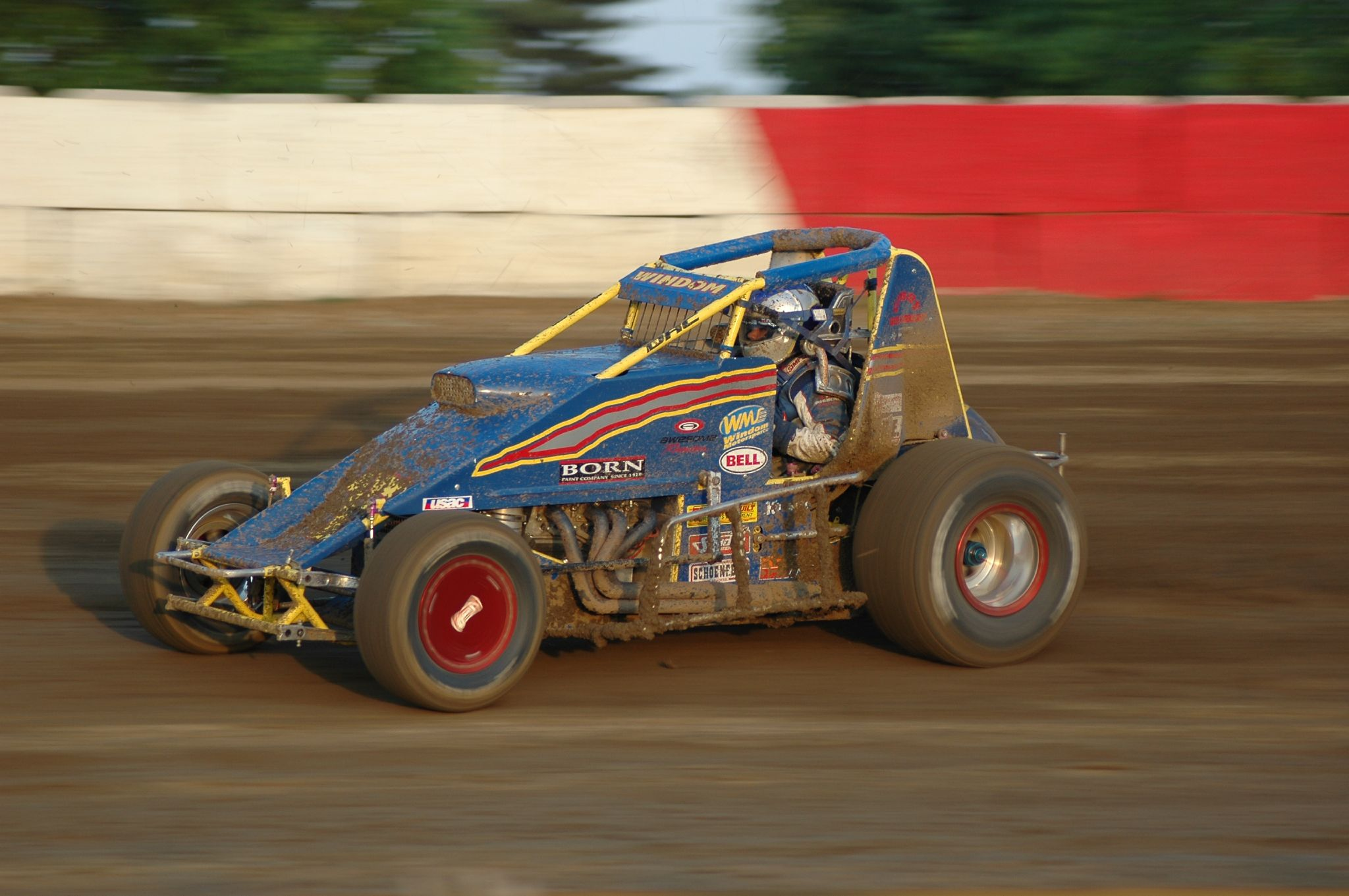
La voiture USAC Sprint de Chris Windom à Terre Haute Action Track en 2007

L'USAC, acronyme de United States Auto Club est un organisme qui gère divers championnats de courses automobile aux États-Unis. Il a notamment organisé le championnat national de monoplace de 1956 à 1979.

## Historique
L'USAC a été fondé en 1956, lorsque l'American Automobile Association (AAA) renonça à assumer la responsabilité de l'organisation du championnat national de courses de monoplace, en réaction au drame des 24 Heures du Mans survenu un an plus tôt. L'USAC prit également en charge l'organisation de divers championnats, de type midget, sprint-car ou stock-car.
L'existence du championnat national USAC (également officieusement dénommé « IndyCar » en référence à l'Indianapolis 500, l'épreuve reine de la saison) s'est poursuivie sans encombre jusqu'à la fin de la saison 1978, date à laquelle divers propriétaires d'écuries et promoteurs d'épreuve, mécontents de la gestion du championnat, décidèrent de créer leur propre championnat, le CART (pour Championship Auto Racing Team). En 1979, deux championnats concurrents furent donc organisés, mais malgré la présence dans ses rangs de la star A.J. Foyt ainsi que des 500 Miles d'Indianapolis, il se révéla rapidement que l'USAC avait perdu la bataille contre le CART.
À partir de 1980, l'USAC se contenta d'assurer l'organisation sportive les 500 Miles d'Indianapolis, l'intégration de l'Indy 500 dans le calendrier du CART à partir de 1983 venant témoigner de la pacification des relations entre les deux organismes.
En 1996, lorsque Tony George, propriétaire de l'Indy 500 créa l'IRL IndyCar Series, il décida logiquement d'en confier l'organisation sportive à l'USAC. Mais à la suite d'un fiasco resté fameux lors de l'épreuve du Texas en 1997 (en raison d'une erreur dans le comptage des tours, l'USAC se trompa dans la désignation du vainqueur, provoquant une bagarre générale à l'arrivée), l'Indy Racing League retira à l'USAC l'organisation des épreuves de son championnat.
Aujourd'hui, l'USAC ne joue plus qu'un rôle secondaire dans le paysage automobile américain comparé aux puissants organismes que sont la Nascar et l'IndyCar. Mais il faut mettre à son crédit l'organisation de plusieurs championnats nationaux pour midgets et sprint-cars qui constituent un vivier de futures stars. Citons ainsi les championnats USAC Silver Crown Series, USAC Sprint Car Series et USAC National Midget Series.

## Palmarès
| Année | Champion          | Nationalité |
| ----- | ----------------- | ----------- |
| 1956  | Jimmy Bryan       | États-Unis  |
| 1957  | Jimmy Bryan       | États-Unis  |
| 1958  | Tony Bettenhausen | États-Unis  |
| 1959  | Rodger Ward       | États-Unis  |
| 1960  | A. J. Foyt        | États-Unis  |
| 1961  | A. J. Foyt        | États-Unis  |
| 1962  | Rodger Ward       | États-Unis  |
| 1963  | A. J. Foyt        | États-Unis  |
| 1964  | A. J. Foyt        | États-Unis  |
| 1965  | Mario Andretti    | États-Unis  |
| 1966  | Mario Andretti    | États-Unis  |
| 1967  | A. J. Foyt        | États-Unis  |
| 1968  | Bobby Unser       | États-Unis  |
| 1969  | Mario Andretti    | États-Unis  |
| 1970  | Al Unser          | États-Unis  |
| 1971  | Joe Leonard       | États-Unis  |
| 1972  | Joe Leonard       | États-Unis  |
| 1973  | Roger McCluskey   | États-Unis  |
| 1974  | Bobby Unser       | États-Unis  |
| 1975  | A. J. Foyt        | États-Unis  |
| 1976  | Gordon Johncock   | États-Unis  |
| 1977  | Tom Sneva         | États-Unis  |
| 1978  | Tom Sneva         | États-Unis  |
| 1979  | A. J. Foyt        | États-Unis  |

## Autres compétitions
- Championnat USAC de course sur route (1958-1962)
- USAC Gold Crown Series (1981-1995)
- USAC Silver Crown Series (depuis 1971)